# Xi Kang
Xi Kang lub Ji Kang (ur. 223, zm. 262) – chiński filozof konfucjański.
Jeden ze zwolenników adaptacji niektórych elementów taoizmu do Nauki Konfucjańskiej. Podkreślał, podobnie jak Ruan Ji, wagę postępowania zgodnie z własną naturą, krytykował przy tym tych, którzy dawali się skrępować przez normy społeczne i wzory moralne. Jego naturalny styl życia był ostro krytykowany przez część współczesnych mu uczonych jako prowadzący do moralnego zepsucia. Ostatecznie został skazany na śmierć i stracony za obrazę obowiązującej konfucjańskiej moralności.
Zaliczany do Siedmiu Mędrców z Bambusowego Gaju. Nazwa grupy pochodzi od zagajnika przy domu Xi Kanga, w którym mieli się spotykać (choć możliwe, że w rzeczywistości nie wszyscy się znali).